# Nógrádi Gábor
Nógrádi Gábor (Nyíregyháza, 1947. június 22. –) magyar költő, író, újságíró, hangjáték-, tévéjáték- és filmforgatókönyvíró.

## Életpályája
Ötéves volt, amikor édesanyja megtanította írni, olvasni. 9-10 éves korától írt verseket, majd később novellákat, humoreszkeket. 1966-ban építőgépész-technikusi oklevelet szerzett Debrecenben. Érettségi után Budapestre került, s néhány évig technikusként, majd könyvügynökként dolgozott. 1969 és 1973 között elvégezte a főiskolát könyvtár-népművelés szakon. 1970-től népművelő, majd 1973-ban SZOT-iskolában, 1975-ben az ELTE Bölcsészettudományi Karon népművelés-könyvtár szakon végzett. 1964 óta publikál, első verseskötete: a Kéthátú életünkben (1973), sikert hozó ifjúsági regénye: Gyerekrablás a Palánk utcában (1983).
1976–1989 között az Új Tükör munkatársa, 1990-től a Kurír főszerkesztő-helyettese, 1991-től főmunkatársa, 1992-től szabadfoglalkozású író. 1998-ban a Tanárnő folyóirat főszerkesztője.
2000-ben az IBBY (International Board on Books for Young People), a Gyermekkönyvek Nemzetközi Tanácsa az év legjobb ifjúsági könyvének járó díjjal tüntette ki PetePite című gyermekkönyvét.
2013-ban a könyvhét nyitónapján adták át az IBBY Év Gyermekkönyve 2012 díjait. Nógrádi Gábor több évtizedes írói munkássága elismeréséül életműdíjat vehetett át. Ugyanebben az évben a felnövekvő nemzedék irodalmi műveltségének alakításáért végzett kiemelkedő munkásságát megköszönve az a megtiszteltetés érte, hogy ő kapta a Janikovszky Éva-díjat.

## Családja
Közel harminc évig élt házasságban Várhalmi Judittal. Két gyermeke: Gergely és Bence Szabolcs. Nógrádi Gergely operaénekes és sikeres író, az írói munka mellett Európa-hírű kántor. Menye: Farsang Anita balettművész. Két unokája: Benedek és Sára Kata. Jelenleg Gödön él élettársával, Rutkai Krisztinával.

## Álneve

### Anna Moll – Képzelt életrajz
A költőnő édesapja, Vilmos Endre, szabómester, 1890-ben, tizenkilenc évesen, Élesdről (ma Románia) vándorolt ki az Amerikai Egyesült Államokba. Néhány évig New Yorkban, majd Minneapolisban élt. Willistonban 1899-ben telepedett le. Szabóműhelyt nyitott és még abban az esztendőben megnősült. Feleségül vette a francia származású Marie Leclerc-t. Hat gyerekük született, négy fiú és két lány. Közülük öten érték meg a felnőttkort.
Anna, harmadik gyermekként, 1905-ben született. Visszaemlékezései szerint nagyon eleven, de sokat olvasó és jól tanuló gyerek volt. Magyarul és angolul anyanyelvi szinten beszélt. Tanítónőnek készült. Húszéves korában a helyi iskolában kezdett tanítani. 1928-ban ment férjhez a magyar származású dr. André Mollhoz. Néhány évig Jamestownban laktak, ahol a férfi állatorvosként dolgozott, majd 1937-ben visszatértek Willistonba.
A házaspár 1946-ban állatmenhelyet alapított. Ide elsősorban azok az állatok kerültek, amelyeket gazdáik meguntak, vagy amelyek tartásáról lemondtak. A menhely mind a mai napig működik az Amerikai Állatvédő Liga fenntartásában.
A Moll-házaspárnak 1930–39 között négy gyermeke született, három fiú és egy lány. A legidősebb fiú meghalt a koreai háborúban, a másik két fiú állatorvos, illetve középiskolai tanár lett. A lányuk etológusként dolgozik ma is a szülők által alapított menhelyen.
Az állatsírverseket Anna Moll 1945 és 1970 között írta angol nyelven. A versek sem folyóiratban, sem kötetben nem jelentek meg eddig, mert a költőnő végrendeletében úgy határozott, hogy költeményei, a személyes vonatkozások miatt, csak halála után kerülhetnek nyilvánosságra.
Anna Moll és férje a hetvenes évek közepén többször is ellátogattak Magyarországra. A költőnő azután fordította le a verseit magyar nyelvre.
Anna Moll nyolcvanegy éves korában, 1989. augusztus 4-én hunyt el Willistonban.
Anna Moll állatsírverseit, mint az évszázad-évezred első magyar kiadványát hirdeti a nogradi.hu honlap. Az angol–magyar nyelvű kis kötet korábban (csak magyarul) már kétszer is megjelent (1990, 1993), de akkor a szerző, Nógrádi Gábor nem leplezte le magát. Most miért volt erre szükség?
Kicsoda is valójában Anna Moll?
Az Anna Moll név az angol „állat” szóból származik. (animal). Egyébként egy képzelt költő, aki érthető és népszerű verseket akart írni egy verseket már nem olvasó korban. Tizenéves koromban kedvenc költőm volt Edgar Lee Masters. Az ő sírversei jelentették az indíttatást az Anna Moll kötethez. Második ok, hogy a sírvers formát választottam a story-jelleg. Ez is közelebb viheti a verseket az olvasókhoz. Ezért szól állatokról (sőt, ők beszélnek!), ezért mond el minden vers egy történetet, és ezért egy kedves nevű amerikai költőnő írja a verseket, és nem egy „ismeretlen” magyar.

## Könyvei

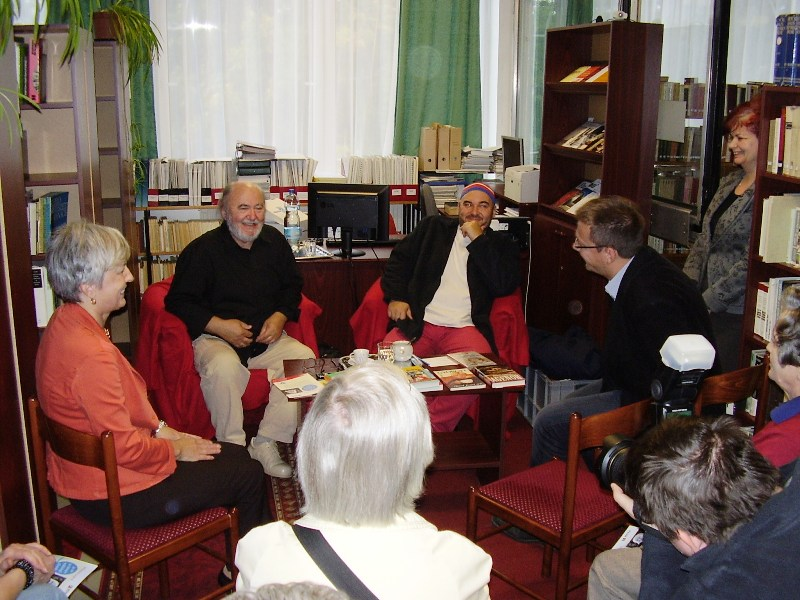
Író-olvasó találkozón 2013-ban Nógrádi Gergellyel

- Gyerekrablás a Palánk utcában (1986)[6]
- Hecseki és a kedves betörők (1987)
- Segítség, ember! (1989)
- Itt éltünk köztetek – Állatsírversek (Anna Moll néven) (1990)
- A mi Kinizsink (1990)
- Hogyan neveljük...? (1995)[7]
- Újra: Segítség, ember! (1996)
- No, és hogyan neveljük….? (1996)
- Galambnagymama (1996) Online elérhetőség Archiválva 2014. május 8-i dátummal a Wayback Machine-ben (MEK)
- Mit jelent a piros kerek? Verses képeskönyv (1997)
- Petepite (2000)
- Az anyu én vagyok! (2002)
- A pénz nem a fákon nő! (2003)
- Gyerünk haza! (2004)
- Ide nekem a címlapot is! (A médiakapcsolatok művészete) (2004) Online elérhetőség (MEK)
- Édes Munyimunyi (2005)
- A bátyám zseni! (2006)
- Nézz rám, mami! (2006)
- Marci öröksége (2007)
- Marci visszavág (2008)
- Az öcsém zseni (2009)
- Vigyázz! Hogy sose érjen baj! (2010)
- Papa, ne már! (Samu és Papa 1.) (2010)
- Nem vagyok Samu! (Samu és Papa 2.) (2011)
- A gonosz hét napja (2012)
- A mi Dózsánk (2014)
- Láttam, mi történt (2014)
- A nagyikám zseni (2015)
- Megelőzni a jövőt Feljegyzések fiaimnak (2017)
- Zöldségkommandó (2017)
- A csere. Adam és David (2020)
- Itt éltünk köztetek. Állatsírversek / We lived among you all. Epitaphs for animals (2020)
- Segítség, értem a kutyámat! (Már tudok olvasni) (2021)
- Szökés Szomjasbokorból (Nyelvkincstár-sorozat; társszerző: Csájiné Knézics Anikó) (2023)
- Akit keresnek: Jesua (2024)

## Filmforgatókönyvek
- Egy szoknya, egy nadrág (2005)
- A mi Kinizsink (tévéfilm, 2002)
- Csocsó, avagy éljen május elseje! (2001)
- Meseautó (2000)
- Hippolyt (1999)
- Patika (tévésorozat, 1995)
- Sose halunk meg (1993)
- Kutyakomédiák (tévésorozat, 1992)
- Gyerekrablás a Palánk utcában (1985)

## Hangoskönyvek
- Angyali üzenet (2018, novellák)[8] Online elérhetőség
- Szerelmünk, Sisi (2018, monodráma) Online elérhetőség

## Díjai
- IBBY-életműdíj (2012)
- Janikovszky Éva-díj (2013)
- Prima díj (2022)[9]